# A형 DNA
A형 DNA(영어: A-DNA) 또는 A-DNA는 DNA의 형태 중 하나이다. B형 DNA나 Z형 DNA와 함께 DNA의 세 가지 형태 중 하나에 속한다. A형 DNA는 B형 DNA처럼 오른쪽으로 꼬여있으나, 더 짧고, 염기쌍들이 더 촘촘하게 배열되어 있다. A형 DNA는 로절린드 프랭클린에 의해 발견되었으며, 이름도 그녀에 의해 붙여졌다. 그녀는 A형 DNA가 건조한 상황에서 나타난다는 것을 발견하였다. 이 형태는 RNA와 RNA-DNA 잡종에서도 나타나는 형태이다.

## 구조
A형 DNA는 오른쪽으로 꼬여있다는 점에서는 B형 DNA와 거의 같다. 그러나 아래의 표에 따르면, 한 번 꼬일 때 당 염기쌍 수가 살짝 더 많고, 염기쌍 사이의 간격이 더 짧다. 이것은 A형 DNA가 B형 DNA보다 20~25% 정도 짧게 만든다. 또한 A형 DNA의 큰 홈은 B형 DNA의 큰 홈보다 더 깊고 얇으며, 작은 홈은 더 얕고 넓다.

## 다른 DNA 형태와의 비교

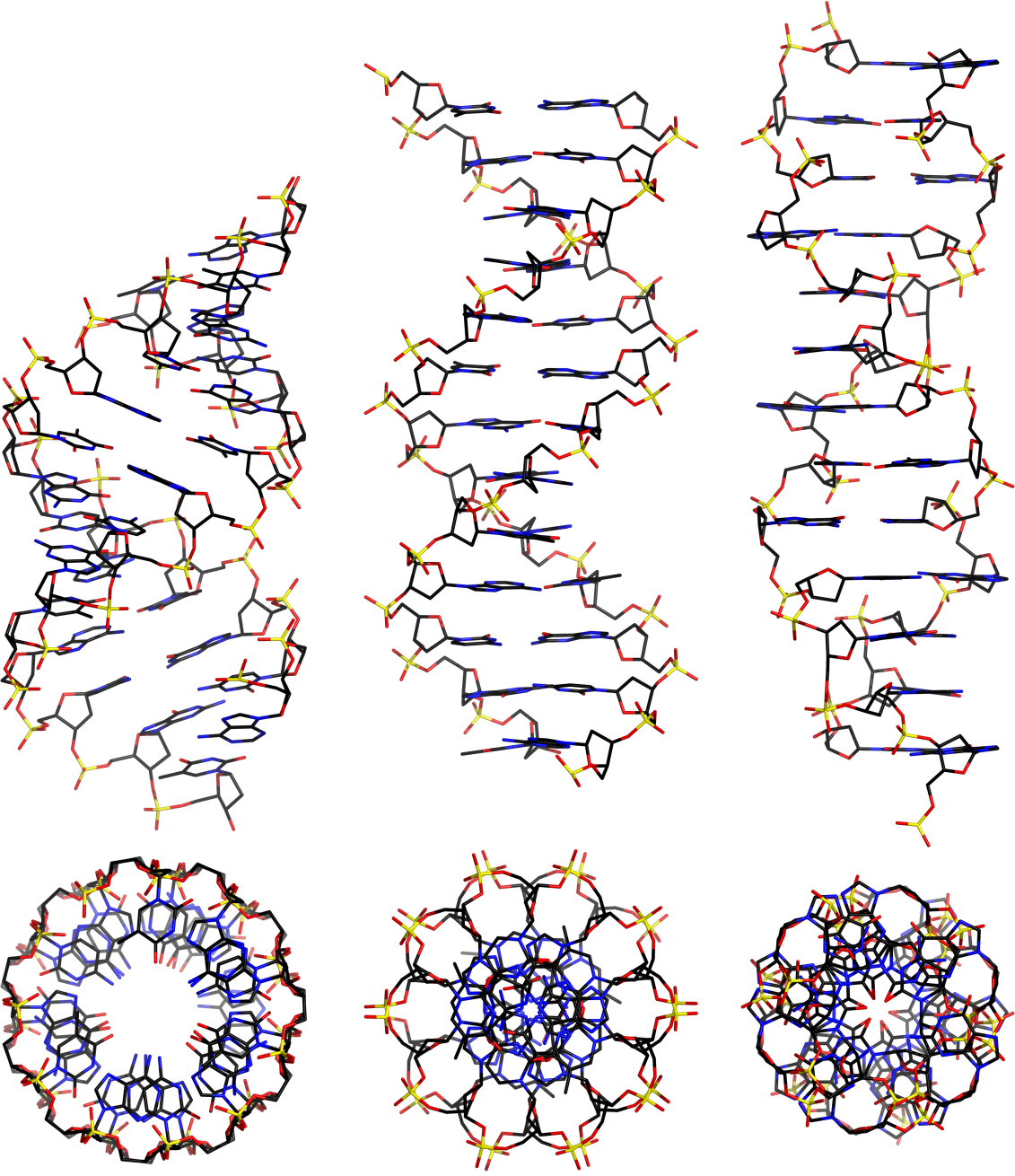
왼쪽부터 A형 DNA, B형 DNA, Z형 DNA이다.

노란색 점은 각각 G-C 연결의 기준으로 A형 DNA, B형 DNA, Z형 DNA의 중심축을 뜻한다.

| 구조적 특징               | A형 DNA          | B형 DNA          | Z형 DNA            |
| ------------------------- | ---------------- | ---------------- | ------------------ |
| 나선 구조 방향            | 오른쪽           | 오른쪽           | 왼쪽               |
| 반복 단위                 | 1 bp             | 1 bp             | 2 bp               |
| 회전 각도                 | 32.7°            | 34.3°            | 60°/2              |
| 1회전 당 평균 염기쌍 개수 | 11               | 10               | 12                 |
| 염기쌍의 기울기           | +19°             | −1.2°            | −9°                |
| 염기쌍 사이의 거리        | 2.6 Å (0.26 nm)  | 3.4 Å (0.34 nm)  | 3.7 Å (0.37 nm)    |
| 나선 사이의 거리          | 28.6 Å (2.86 nm) | 35.7 Å (3.57 nm) | 45.6 Å (4.56 nm)   |
| 평균 회전 수              | +18°             | +16°             | 0°                 |
| 인산 간 거리              | 5.9 Å            | 7.0 Å            | C: 5.7 Å, G: 6.1 Å |
| 지름                      | 23 Å (2.3 nm)    | 20 Å (2.0 nm)    | 18 Å (1.8 nm)      |

## 기능
A형 DNA는 극히 건조한 환경으로부터 박테리아를 보호하며, 간균의 경우 단백질의 표면은 DNA의 용액을 벗겨내어 A형 DNA의 형태로 바꿀 수 있다.

## 같이 보기
- DNA
- B형 DNA
- Z형 DNA